# Sukhwinder Singh
Sukhwinder Singh (Amritsar, 16 de setembro de 1968) é um cantor, compositor e ator indiano.
Seu maior sucesso foi a canção "Chaiyya Chaiyya", do filme Dil Se, de 1998, dirigido por Mani Ratnam. A canção, composta por A. R. Rahman e cantada por Singh em dueto com Sapna Awasthi, lhe rendeu o prêmio de Melhor Playback Masculino nos Filmfare Awards de 1999 na Índia (a mesma canção foi usada posteriormente pelo diretor americano Spike Lee, em seu filme Inside Man).
Singh é famoso internacionalmente por cantar "Jai Ho" do filme Slumdog Millionaire, que ganhou um Oscar de melhor canção original e um Grammy Award para melhor canção para mídias visuais. Sua versão para o filme lançado em 2014, Haider, lhe rendeu o National Film Award de Melhor Cantor de Playback Masculino.